# Hubinek
Hubinek – wieś w Polsce położona w województwie lubelskim, w powiecie tomaszowskim, w gminie Ulhówek.
Wieś jest sołectwem w gminie Ulhówek. Według Narodowego Spisu Powszechnego z roku 2011 wieś liczyła 216 mieszkańców.
| SIMC    | Nazwa           | Rodzaj    |
| ------- | --------------- | --------- |
| 0904368 | Kolonia Hubinek | część wsi |
| 0904374 | Rechulówka      | część wsi |

Hubin alias Hubinek był wsią tenuty rzeczyckiej, położoną w XVIII wieku w powiecie bełskim. W latach 1975–1998 miejscowość administracyjnie należała do województwa zamojskiego.
Wierni Kościoła rzymskokatolickiego należą do parafii św. Antoniego w Dyniskach. W Hubinku między XVIII w. a 1944 istniała cerkiew św. Paraskiewy. W 1944 obiekt został spalony w czasie działań wojennych. Ocalała dzwonnica została zaadaptowana na kaplicę rzymskokatolicką.